# Aleksander I. Poljski
Aleksander Jagelo (poljsko Aleksander Jagiellończyk, litovsko Aleksandras Jogailaitis) iz dinastije Jageloncev  je bil od leta 1492 veliki vojvoda Litve  in  od leta 1501 do svoje smrti leta 1506 kralj Poljske, * 5. avgust 1461, † 19. avgust 1506.
Bil je četrti sin Kazimirja IV. Jagela. Po  očetovi smrti je bil  izvoljen za velikega kneza Litve in  po smrti svojega brata Janeza I. Alberta za poljskega kralja. 

## Biografija
Aleksander je bil  četrti sin poljskega kralja Kazimirja IV. in Elizabete, hčerke ogrskega kralja Albrehta II. V času očetove smrti leta 1492 je njegov najstarejši brat Vladislav že vladal kot kralj Češke (od 1471) ter Ogrske in Hrvaške (od 1490). Drugi najstarejši brat Kazimir je v zadnjih letih svojega življenja živel asketsko in pobožno življenje in leta 1484 umrl. Po smrti je bil kanoniziran. Tretjega najstarejšega brata Ivana I. Alberta je poljsko plemstvo poljsko (šlahta) izbralo za naslednjega poljskega kralja, Litovci pa so namesto njega za svojega naslednjega velikega kneza  izvolili Aleksandra. Aleksander je vzdrževal svoj dvor, vključno z več duhovniki, ki so služili v dvorni kapeli.
Največji izziv, s katerim se je soočal Aleksander ob prevzemu oblasti nad veliko kneževino, je bil napad na Litvo ruskega velikega kneza Ivana III. Vasiljeviča in njegovih zaveznikov Tatarov iz Krimskega kanata, ki se je začel kmalu po njegovem pristopu. Ivan III. se je imel za dediča Kijevske Rusije in si prizadeval vrniti ozemlje, ki ga je pred tem osvojila Litva. Ker Aleksander ni mogel uspešno ustaviti vdorov, je poslal delegacijo v Moskvo, da bi sklenila mirovno poravnavo, ki je bila podpisana leta 1494 in je Ivanu prepustila obsežno ozemlje. Med Aleksandrova prizadevanja za vzpostavitev miru med državama je spadala tudi njegova zaroka s Heleno, hčerko Ivana III. Poročila sta se v Vilni 15. februarja 1495. Mir kljub temu ni trajal dolgo, saj je Ivan III. leta 1500 obnovil sovražnosti. Največ, kar je Aleksander lahko naredil, je bilo, da je  v Smolensku in drugih trdnjavah postavil svoje vojaške posadke ter zaposlil svojo ženo Heleno kot posrednico za sklenitev novega premirja po  katastrofalnem porazu v bitki pri Vedroši leta 1500. V skladu s tem mirovnim sporazumom, sklenjenim 25. marca 1503, je morala Litva približno tretjino svojega ozemlja predati nastajajoči ekspanzionistični ruski državi. Aleksander se je zavezal, da se ne bo dotikal ruskih  dežel, vključno z Moskvo, Novgorodom, Rjazanom in drugimi, medtem ko je sam Rusom odstopil devetnajst mest.
17. junija 1501 je nenadoma umrl Aleksandrov starejši brat Ivan I. Albert in Aleksander je bil 12. decembra istega leta okronan za poljskega kralja. Zaradi pomanjkanja sredstev je takoj postal podrejen poljskemu senatu in plemstvu (šlahta), ki sta mu odvzela nadzor nad kovnico, tedaj enem od najdonosnejših virov dohodka poljskih kraljev, mu omejila pravice in ga na splošno poskušala potisniti v podrejen položaj. Leta 1505 je Sejm (skupščina) sprejel zakon Nihil novi, ki je prepovedal kralju izdajati zakone brez privolitve plemstva, ki sta ga predstavljala oba zakonodajna zbora, razen zakonov, ki urejajo kraljeva mesta, kronske dežele, rudnike, fevde, kraljeve kmete in Jude. Zakon je bil še en korak v napredovanju Poljske k "plemiški demokraciji". 
Med Aleksandrovo vladavino je Poljska utrpela dodatno ponižanje s strani svoje vazalne Kneževine Moldavije. Šele smrt Štefana III. Moldavskega, velikega gospoda Moldavije, je Poljski omogočila, da se je obdržala na reki Donavi. Liberalna politika papeža Julija II., ki je izdal nič manj kot 29 bul v korist Poljske in Aleksandru Petru podelil Petrov novčič in drugo finančno pomoč, je omogočila, da je Poljska nekoliko zajezila arogantnost Tevtonskega viteškega reda. 
Aleksander Jagelo se na Poljskem ni nikoli počutil doma in je bil naklonjen predvsem svojim rojakom Litovcem. Med slednjimi je bil najznamenitejši bogati litovski magnat Mihael Glinski, ki je upravičil vladarjevo zaupanje z veliko zmago nad Tatari pri Klecku 5. avgusta 1506. Za zmago je Aleksander izvedel na svoji smrtni postelji v Vilni. 
Medvojni litovski zgodovinarji so domnevali, da je bil Aleksander zadnji vladar iz dinastije Gediminovičev, ki je razumel litovščino, a je ni govoril. Za potrditev domneve je premalo zanesljivih podatkov.
Leta 1931 so med obnovo stolnice v Vilni odkrili pozabljeni Aleksandrov sarkofag, ki je bil od takrat postavljen na ogled.

## Galerija
- Kralj Aleksander v poljskem Senatu leta 1506
- Aleksander in njegov kancler Jan Łaski
- Gotska cerkev sv. Ane v Vilni, grajena od leta 1495 do 1500
- Leta 1504 je ukazal obnovo gradu Vavel v renesančnem slogu[9]
- Aleksandrova krona in meč
- Pečat Aleksandra Jagelona, 1504
- Litovski novec z grboma Litve in Poljske
- Bacciarellijev domišljijski portret kralja Aleksandra
- Grb
- Aleksandrov meč, razstavljen leta 2023